# Vladimír Leško
Prof. PhDr. Vladimír Leško, CSc. (15. března 1950) je slovenský filozof, který se zabývá dějinami filozofie, hlavně současné. Působí jako profesor Univerzity Pavla Jozefa Šafárika v Košicích. Přednáší dějiny filozofie se zaměřením na německou filozofii 19. a 20. století a metafyziku. Je autorem několika monografických prací a vysokoškolských učebnic.
Ve svém výzkumu se Leško věnoval především metodologicko-metodickým problémům historicko-filozofického poznání se zaměřením na identifikaci silných a slabých modelů filozofie dějin filozofie. Hlavní pozornost soustředil na zkoumání filozofického odkazu Hegela, Heideggera, Finka, Patočky a Gadamera.